# Улица Мартас (Рига)
Улица Ма́ртас (латыш. Martas iela) — улица в Центральном районе города Риги. Пролегает в юго-восточном направлении от улицы Тербатас до перекрёстка с улицей Кришьяня Барона. С другими улицами не пересекается.
Общая длина улицы Мартас составляет 175 метров. На всём протяжении сохранилось историческое покрытие булыжником. Движение одностороннее, в направлении улицы Тербатас. Обочины улицы используются как платная муниципальная парковка. Общественный транспорт по улице Мартас не курсирует.

## История
Улица Мартас показана на плане города 1803 года и, по всей вероятности, существовала и в XVIII веке. В списке городских улиц впервые упоминается в 1860 году как Мариинская, или Банная улица ( Marien oder Badstubenstrasse, латыш. Marijas jeb Pirts iela). В 1885 году, при переименовании одноимённых улиц (поскольку в Риге имелись другие Мариинская и Банная улицы), получила современное название (нем. Marthastrasse, исторический русский вариант Марфинская улица). Других переименований улицы не было.

## Примечательные объекты

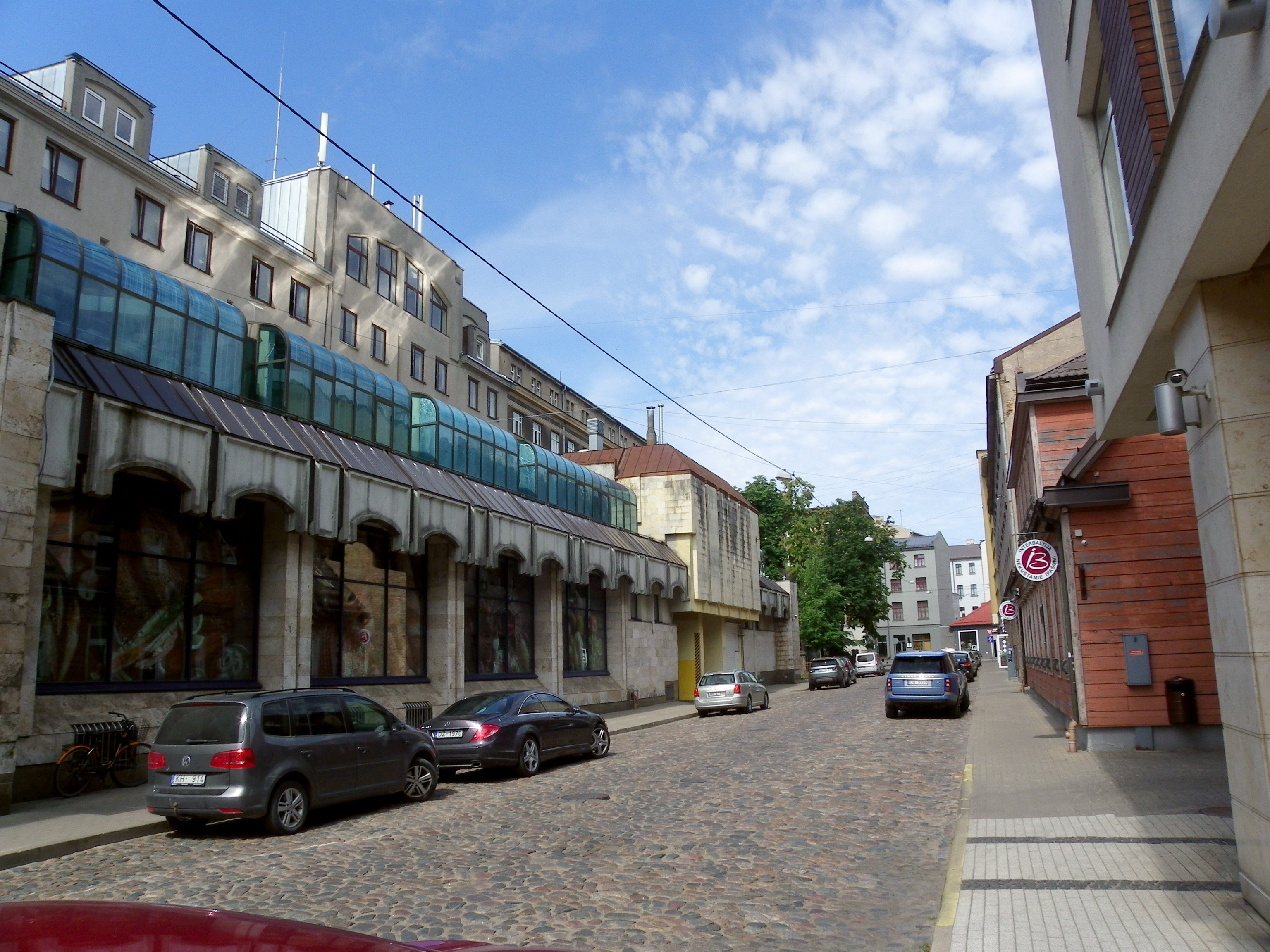
Слева — витрина бывшего универмага «Видземе» (ул. Гертрудес, 33/35, 1989—1990)

- Дом № 1/3 (построен в 1939 г.) — бывший доходный дом Освальда Кезе. В доме № 3 жил народный артист СССР Янис Иванов (установлена мемориальная доска).
- Дом № 5 — деревянный дом середины XIX века с «образцовым» фасадом в стиле классицизма, в начале XX века — торговое училище, установлены мемориальные доски педагогам Гедерту Одиньшу[латыш.] и Янису Гресте[латыш.].
- Дом № 7 — современное жилое и офисное здание (2008, архитектор Гатис Легздиньш)[5].
- Дом № 9 (1913—1914) — бывший доходный дом Адольфа Калерта; установлены мемориальные доски доктору медицины Илмарсу Лазовскису[латыш.] и дирижёру Теодору Рейтеру, жившим в этом доме.
- Здания по «чётной» стороне относятся не к улице Мартас, а к прилегающим улицам, преимущественно Гертрудес. Последний дом по чётной стороне (адрес ул. Кришьяня Барона, 39) — бывший доходный дом Александры Бутовской с магазинами — одна из первых работ архитектора Михаила Эйзенштейна (1898).